# Alfândega da Fé (freguesia)
Alfândega da Fé is een plaats (freguesia) in de Portugese gemeente Alfândega da Fé en telt 2 016 inwoners (2001).